# 扁身利齒脂鯉
扁身利齒脂鯉，為輻鰭魚綱脂鯉目脂鯉亞目狼牙脂鯉科的其中一個種，分布於南美洲法屬圭亞那淡水流域，體長可達39.4公分，棲息在河川底中層水域，生活習性不明。